# Aplosonyx yunlongensis
Aplosonyx yunlongensis es un coleóptero de la familia Chrysomelidae. Fue descrita científicamente por primera vez en 1992 por Jiang.